# تشارلي أوليفر
تشارلي أوليفر (بالإنجليزية: Charlie Oliver)‏ هو نقابي وسياسي بريطاني وأسترالي، ولد في 23 ديسمبر 1901 في بانغور في المملكة المتحدة، وتوفي في 24 فبراير 1990 في أستراليا. حزبياً، نشط في حزب العمال الأسترالي ‏. وقد انتخب عضو الجمعية التشريعية لأستراليا الغربية.